# Lupta (Star Trek: Generația următoare)
"The Battle" este al noulea episod din serialul științifico-fantastic „Star Trek: Generația următoare”. Scenariul este scris de Herbert Wright; regizor este Rob Bowman.

## Prezentare
Un căpitan Ferengi returnează nava abandonată Stargazer fostului ei căpitan, Jean-Luc Picard. Picard, care suferă de dureri de cap crâncene, începe să retrăiască „Bătălia de la Maxia” în care își pierduse nava. Episodul îl are ca actor invitat pe Frank Corsentino în rolul lui DaiMon Bok.